# Battlefield Hardline
A Battlefield Hardline egy first-person shooter videójáték, melyet a Visceral Games a DICE-al együttműködve fejlesztett, és az Electronic Arts adott ki. 2015 márciusában adták ki, megjelent Microsoft Windowsra, PlayStation 3-ra, PlayStation 4-re, Xbox 360-ra és Xbox One-ra is. A sorozat előző részeivel szakítva az epizód nem a háborús csatákra, hanem a rendőr-bűnöző felállású játékmenetre orientálódik.
Megjelenéskor a játék vegyes értékeléseket kapott a kritikusoktól, dicsérték a játék többjátékos módját illetve a történet szinkronját, azonban kritizálták magát a történetet és az eddigi részekben nem megszokott lopakodós játékrészeket.

## Játékmenet
A játék az elődjeivel ellentétben nem a háborús vonalat követi, hanem egy új, modern kori bűnözés koncepcióját állítja a középpontba. Ezen belül két oldal közül választhatunk a multiplayer részben, lehetünk maguk a bűnözők, illetve lehetünk a speciális bűnüldöző egység (SWAT) tagjai. Rengeteg fegyverhez illetve járműhöz kapunk hozzáférést a játékban, mint ahogyan azt az eddigi részekben is megszokhattuk. Csak itt most tankok és csatamezők helyett a modern kori bűnözés helyszínein kell a csapatunkat a győzelemre juttatni.
A játékban a tematikából adódóan számos új játékmódot próbálhatnak ki a játékosok, ilyenek a Heist, Rescue, Hotwire, Blood Money, és a Crosshair. Ezek közül a Hotwire lett az egyik legnépszerűbb mód a játékban, melyben a két csapatnak járműveket kell uralniuk, miközben egy bizonyos sebesség felett tartják azokat. Úgy lehet a leginkább elképzelni, mint egy conquest módot, csak az elfoglalandó pontok itt a mozgó járművek.
A singleplayer kampány egy epizodikus, tv sorozatra hajazó történetvezetést követ, melyben egy Miami-i rendőrrel, Nick Mendoza-val kell felkutatnunk a helyi drogellátó lánc forrását. Mindeközben számos más karakterrel is megismerkedünk, és az események során rá kell jönnünk, hogy a drogok mellett a korrupció sem elhanyagolható probléma a városban. A játékmenetet illetően többféleképpen is dönthetünk, végigcsinálhatjuk a történetet úgy is, hogy végig harcoljuk, lövöldözzük az egészet, illetve úgy is, hogy rendőrként megpróbálunk a lehető legtöbb embert letartóztatni anélkül, hogy féktelen lövöldözés törne ki a helyszíneken. Mindehhez több hasznos eszközt is kapunk, például el tudjuk csalogatni az ellenfeleinket, használhatunk scanner-t a célpontok megjelölésére, illetve egy sokkolót is kapunk, mellyel halkan tudjuk kiütni a gyanúsítottakat.